# Lijst van voetbalinterlands Burundi - Rwanda (vrouwen)
Deze lijst van voetbalinterlands is een overzicht van alle officiële voetbalinterlands tussen de nationale vrouwenteams van Burundi en Rwanda. De landen hebben tot nu toe drie keer tegen elkaar gespeeld. 

## Wedstrijden
| № | Plaats  | Datum             | Competitie                        | Wedstrijd        | Uitslag |
| - | ------- | ----------------- | --------------------------------- | ---------------- | ------- |
| 1 | Njeru   | 3 juni 2022       | Oost-Afrikaans kampioenschap 2022 | Burundi − Rwanda | 2 − 1   |
| 2 | Nyamata | 15 september 2023 | Vriendschappelijk                 | Rwanda − Burundi | 0 − 1   |
| 3 | Kigali  | 16 september 2023 | Vriendschappelijk                 | Rwanda − Burundi | 1 − 1   |

## Samenvatting
| Competitie                   | Totaal gespeeld | Winst Burundi | Gelijk | Winst Rwanda | Doelsaldo Burundi – Rwanda |
| ---------------------------- | --------------- | ------------- | ------ | ------------ | -------------------------- |
| Oost-Afrikaans kampioenschap | 1               | 1             | 0      | 0            | 2 − 1                      |
| Vriendschappelijk            | 2               | 1             | 1      | 0            | 2 − 1                      |
| Totaal                       | 3               | 2             | 1      | 0            | 4 − 2                      |